# 櫻之塔
《櫻之塔》是日本朝日電視台於2021年4月15日起播出的週四晚間九點連續劇，由玉木宏主演。
台灣由KKTV自4月16日起同步播出，MOD/Hami Video於4月19日起跟播，LiTV 線上影視、MyVideo全套上架。香港由Viu自4月15日起同步播出。

## 登場人物

### 主要人物
- 上條漣：玉木宏（童年：小林優仁）（粤語配音：郭俊廷、陳雪瑩（童年））

警視廳搜查共助課理事官。

### 警視廳
- 水樹爽：廣末涼子（童年：稲垣来泉）（粤語配音：李莎娜）

警視廳搜查一課主任。
- 富樫遊馬：岡田健史（粤語配音：黃尉斯）

警視廳捜査一課刑事。
- 吉永晴樹：光石研（粤語配音：周鑫霆）

警視廳警務部長。東大出身的「東大派」。
- 權藤秀夫：吉田鋼太郎（粤語配音：羅偉亮）

警視廳警備部長。「薩摩派」。
- 千堂大善：椎名桔平（粤語配音：李家輝）

警視廳刑事部長。地方大學出身的「外樣派」。
- 轟啓一：駒木根隆介（粤語配音：周鑫霆）

：水樹班成員，巡査部長。
- 高杉賢剛：長谷川朝晴（粤語配音：陳力航）

：水樹班主任 ，警部補。
- 佐久間義孝：少路勇介（粤語配音：竺諺鴻）

：搜査共助課課長。
- 荒牧雄彥：段田安則（粤語配音：陳力航）

：「薩摩派」的警視總監。
- 新垣廣海：馬場徹（粤語配音：袁德基）

： 警視→警視正 ，漣的同期與競爭對手。
- 馳道忠：渡辺大知（粤語配音：竺諺鴻）

： 警視→警視正。
- 八雲總司：菅原健（粤語配音：梁皓翔）

： 搜査共助課的刑警。
＊ 屋敷武雄：桜井聖（粤語配音：黃尉斯）
： 係長(警部)→搜查一課長(警視正)。
＊ 牧園隆文：關智一（粤語配音：梁皓翔）
： 搜查一課長(警視正)→刑事部參事官(警視長)。
＊ 內海：竹森千人（粤語配音：黃尉斯）
： 警務部的刑警。
＊ 土門義郎：野間口徹（粤語配音：竺諺鴻）
： 新任的「千堂派」刑事部長。
＊ 矢上彰文：尾美利德（粤語配音：袁德基）
： 新任警視總監。

### 其他人物
- 蒲生兼人：森崎溫（粤語配音：梁皓翔）

銀行強盜事件的嫌疑犯。
- 千堂優愛：仲里依紗（粤語配音：陳雪瑩）

千堂大善的女兒。
- 刈谷銀次郎：橋本潤（粤語配音：梁皓翔）

前警察官，上條漣的父親上條勇仁的後輩。
- 小宮志歩：高岡早紀（粤語配音：鄧潔麗）

銀座高級酒店媽媽桑。
- 及川明深：井本彩花（粤語配音：鄧潔麗）

： 銀座的高級倶樂部「S」的女公關。
- 岸川信代：杉野夏美（粤語配音：陳雪瑩）

： 銀行強盗事件的人質。
- 岸川健廣：田上ひろし（粤語配音：周鑫霆）

： 信代的丈夫。
- 上條勇：岡部貴志（粤語配音：袁德基）

： 漣的亡父。
＊ 彌生：鳴海唯（粤語配音：李莎娜）
： 高中生。
＊ 水樹鐵朗：小松和重（粤語配音：羅偉亮）
： 爽的父親。
＊ Mr.預言者：渡部豪太（粤語配音：袁德基）
＊ 仲根：岩瀬亮（粤語配音：竺諺鴻）
- 河北亮平：荒井啓汰（粤語配音：周鑫霆）

- 權藤勝利：新原泰佑（粤語配音：郭俊廷）

： 秀夫的兒子，警校學生。
- 相澤工：松田賢二（粤語配音：梁皓翔）

： 周刊記者。
＊ 加森沙代里：中田有紀（粤語配音：陳雪瑩）
： 民生黨的國會議員。
＊ 若槻有造：浜田晃（粤語配音：郭俊廷）
： 內閣府特命大臣。
＊ 久瀨秀臣：浜田学（粤語配音：羅偉亮）
： SAT的狙撃手。
＊ 深海慎吾：中川晴樹（粤語配音：袁德基）
： 故人 / 前公安部的警察官。
＊ 深海麻里：松井佳子（粤語配音：陳雪瑩）
： 深海慎吾的妻子。

## 製作人員
- 編劇：武藤將吾
- 導演：田村直己（朝日電視台）、星野和成、片山修（朝日電視台）
- 執行製作人：内山聖子（朝日電視台）
- 製作人：中川慎子（朝日電視台）、中澤晉（Office Crescendo）
- 製作協力：Office Crescendo
- 製作著作：朝日電視台

## 播出日程
- 第1話加長10分鐘（21:00 - 22:04）。

| 部                                                                         | 集數   | 播出日期 | 中文標題（Viu）        | 導演     | 收視率 |
| -------------------------------------------------------------------------- | ------ | -------- | ---------------------- | -------- | ------ |
| 第1部                                                                      | 第1話  | 4月15日  | 人質挾持事件           | 田村直己 | 13.5%  |
| 第1部                                                                      | 第2話  | 4月22日  | 隨機十字弓傷人事件     | 田村直己 | 10.2%  |
| 第1部                                                                      | 第3話  | 4月29日  | 警官所做的手槍外流事件 | 片山修   | 09.5%  |
| 第1部                                                                      | 第4話  | 5月06日  | 父親被警察殺死了嗎     | 片山修   | 09.4%  |
| 第1部                                                                      | 第5話  | 5月13日  | 真正的幕後黑手         | 田村直己 | 09.9%  |
| 第2部                                                                      | 第6話  | 5月20日  | 政壇醜聞               | 星野和成 | 09.8%  |
| 第2部                                                                      | 第7話  | 5月27日  | 約定書                 | 星野和成 | 10.1%  |
| 第2部                                                                      | 第8話  | 6月03日  | 進入最終決戰           | 片山修   | 10.3%  |
| 第2部                                                                      | 最終話 | 6月10日  | 警察廳的惡魔           | 田村直己 | 10.5%  |
| 平均收視率 10.4%（收視率由Video Research調查關東地區、家戶的即時統計資料） |        |          |                        |          |        |

## 外部連結
- 官方网站（日語）
- 櫻之塔的X（前Twitter）（日語）
- 櫻之塔的Instagram帳戶（日語）

| 日本 朝日電視台 週四晚間九點連續劇          | 日本 朝日電視台 週四晚間九點連續劇      | 日本 朝日電視台 週四晚間九點連續劇 |
| ------------------------------------------- | --------------------------------------- | ---------------------------------- |
|                                             | 櫻之塔 （2021年4月15日－2021年6月10日） |                                    |
| 虹色病歷簿 （2021年1月21日－2021年3月18日） | 女王偵訊室4 （2021年7月8日－9月16日）   |                                    |

| 臺灣 緯來日本台 星期一至五 22:00－23:00   | 臺灣 緯來日本台 星期一至五 22:00－23:00       | 臺灣 緯來日本台 星期一至五 22:00－23:00 |
| ----------------------------------------- | --------------------------------------------- | --------------------------------------- |
|                                           | 櫻之巨塔 （2021年6月30日－2021年7月12日）     |                                         |
| 離婚活動 （2021年6月16日－2021年6月29日） | 華麗一族2021 （2021年7月13日－2021年7月28日） |                                         |

| 香港 now劇集台 星期六 21:00 - 22:00 · 2022年3月12日 21:00 - 22:15                                                | 香港 now劇集台 星期六 21:00 - 22:00 · 2022年3月12日 21:00 - 22:15 | 香港 now劇集台 星期六 21:00 - 22:00 · 2022年3月12日 21:00 - 22:15 |
| --- | ----------------------------------------------------------------- | ----------------------------------------------------------------- |
| | 櫻之塔 （2022年3月12日－2022年5月7日）                            |                                                                   |
| 第一刑事部的烏鴉 （2021年12月25日－2022年3月5日）                                                                | Night Doctor （2022年5月14日－2022年7月23日）                     |                                                                   |
| 香港 ViuTV 星期二至六（星期一至五深夜）00:00－01:00 · 2023年12月7日 00:00 - 01:15 · 2023年12月13日 00:00 - 01:05 |                                                                   |                                                                   |
| 前男友的遺書 （2023年11月22日－2023年12月6日）                                                                   | 櫻之塔 （2023年12月7日－2023年12月19日）                          | 我的殺意戀愛了 （2023年12月20日－2024年1月2日）                   |